# Teatro do absurdo
Teatro do absurdo foi a designação criada em 1961 pelo crítico húngaro radicado na Inglaterra, Martin Esslin (1918-2002), tentando sintetizar uma definição que agrupasse as obras de dramaturgos de diversos países, as quais, apesar de serem completamente diferentes em suas formas, tinham como ponto central o tratamento inusitado de aspectos inesperados da vida humana. Essas obras estavam focadas em questões existencialistas e tentavam expressar o que acontece quando a existência humana é tida como sem sentido ou sem propósito, resultando na dissolução das comunicações.
Martin Esslin destaca como dramaturgos do teatro do absurdo: o escritor romeno, radicado na França, Eugène Ionesco (1909 - 1994), o irlandês Samuel Beckett (1906 - 1989), o russo Arthur Adamov (1908-1970), o inglês Harold Pinter (1930-2008), o espanhol Fernando Arrabal (1932), o francês Jean Genet (1910-1986) e o estadunidense Edward Albee (1928). Alguns dos precursores deste procedimento dramático seriam Alfred Jarry (Ubu Rei 1896) e Guillaume Apollinaire (Les Mamelles de Tirésias 1903).

## Martin Esslin
Segundo a definição de Esslin (1961):
| “ | O teatro do absurdo se esforça por expressar o sentido do sem sentido da condição humana, e a inadequação da abordagem racional, através do abandono dos instrumentos racionais e do pensamento discursivo e o realiza através de 'uma poesia que emerge das imagens concretas e objetificadas do próprio palco'. (The Theater of the Absurd strives to express its sense of the senselessness of the human condition and the inadequacy of the rational approach by the open abandonment of rational devices and discursive thought, and it does so through 'a poetry that is to emerge from the concrete and objectified images of the stage itself'.) | ” |

A expressão foi cunhada por Martin Esslin, que fizera dela o título de seu livro sobre o tema, que foi publicado pela primeira vez em 1961 e posteriormente revisto em duas edições. A terceira e última edição foi publicada em 2004, com um novo prefácio do autor no opúsculo. Na primeira edição de "O Teatro do Absurdo" Esslin viu o trabalho destes dramaturgos relacionado pelo amplo tema do absurdo, empregando "Teatro do Absurdo" de maneira similar à que Albert Camus utilizara. As peças dariam articulação artística à "filosofia" de que a vida não carrega necessariamente um significado, como ilustrado pelo "mito de Sísifo na Grécia Antiga".

## Principais características
Embora o termo seja aplicado a uma vasta gama de peças de teatro, algumas características coincidem em muitas das peças: um sentido tragicómico, estrutura muitas vezes semelhante ao do Vaudeville, com quadros não necessariamente conectados; alternância entre elementos cômicos e imagens horríveis ou trágicas; personagens presas a situações sem solução, forçadas a executar ações repetitivas ou sem sentido; diálogos cheios de clichês, jogo de palavras e nonsense; enredos que são cíclicos ou absurdamente expansivos; paródia ou desligamento da realidade e artifícios da well-made play (peça bem-feita, regras dramáticas do século XIX de como se fazer uma peça).
Na primeira edição de Teatro do Absurdo, Esslin apresentou os quatro principais dramaturgos que definiriam o movimento como sendo Samuel Beckett, Arthur Adamov, Eugène Ionesco e Jean Genet, e em posteriores edições, acrescentou um quinto dramaturgo, Harold Pinter, embora cada um desses escritores tivesse preocupações e técnicas únicas, que vão além do termo "absurdo". Entre outros escritores que Esslin associa a esse grupo incluem Tom Stoppard, Friedrich Dürrenmatt, Jean Tardieu.
Alguns outros podem ser acrescentados como Georges Schehadé, Antonin Artaud e Jacques Audiberti na França, Sławomir Mrożek e Stanisław Ignacy Witkiewicz (Witkacy) (1885-1939) na Polônia, Günter Grass e Wolfgang Hildesheimer, na Alemanha e Alejandro Jodorowsky no Chile. No Brasil há de se destacar a obra precursora do dramaturgo gaúcho José Joaquim de Campos Leão (Qorpo Santo, 1829—1883).

## Textos dramáticos de referência
- Ubu Rei de Alfred Jarry, 1896.
- As Tetas de Tiresias de Guillaume Apollinaire, de 1917.
- As Criadas de Genet, 1947.
- Esperando Godot de Samuel Beckett, 1949.
- A Cantora Careca de Ionesco, 1949.
- Picnic no Front de Arrabal, 1952.
- O Triciclo de Arrabal, 1953.
- Fando e Lis de Arrabal, 1955.
- O Balcão, 1956.
- Guernica de Arrabal, 1959.

- Os Rinocerontes de Ionesco, 1959
- O Improviso De Ohio de Samuel Beckett,1980.
- Os Mamutes de Jô Bilac 2015

## Teatro do Absurdo no Brasil
- José Joaquim de Campos Leão (Qorpo Santo, 1829—1883). Sua obra completa pode ser encontrada no site Domínio Público.